# Marathon Rotterdam 1990
De Marathon Rotterdam 1990 werd gelopen op zondag 22 april 1990. Het was de tiende editie van deze marathon. De hoofdsponsor voor het evenement was Philips.
Na vier jaar overheersing door Ethiopische atleten was het ditmaal de Japanner Hiromi Taniguchi, die bij de mannen naar de overwinning snelde in 2:10.56. De Nederlandse Carla Beurskens won bij de vrouwen in 2:29.47.
In totaal finishten 7517 marathonlopers deze wedstrijd.

## Uitslagen

### Mannen
| rang   | naam               | land | tijd    |
| ------ | ------------------ | ---- | ------- |
| Goud   | Hiromi Taniguchi   | JPN  | 2:10.56 |
| Zilver | Abebe Mekonnen     | ETH  | 2:11.52 |
| Brons  | Tesfaye Dadi       | ETH  | 2:15.01 |
| 4      | Hisatoshi Shintaku | JPN  | 2:15.17 |
| 5      | Hideki Kita        | JPN  | 2:15.39 |
| 6      | Takeshi Soh        | JPN  | 2:16.10 |
| 7      | Ahmed Saleh        | DJI  | 2:17.01 |
| 8      | Tonnie Dirks       | NED  | 2:17.12 |
| 9      | Belaye Wolashe     | ETH  | 2:17.24 |
| 10     | René Stam          | NED  | 2:17.44 |
| 11     | Sven Wille         | GDR  | 2:20.10 |
| 12     | Papachristos       | GRE  | 2:20.13 |
| 13     | Yousouf Doukal     | DJI  | 2:22.06 |
| 14     | Psathos            | GRE  | 2:22.57 |
| 15     | Sotiropoulos       | GRE  | 2:23.01 |
| 16     | Abdi               | DJI  | 2:23.16 |
| 17     | Garin Ibarbia      | ESP  | 2:23.24 |
| 18     | Karagiannis        | GRE  | 2:24.14 |
| 19     | Huub Pragt         | NED  | 2:24.58 |
| 20     | Overbeek           | NED  | 2:25.30 |

### Vrouwen
| rang   | naam             | land | tijd    |
| ------ | ---------------- | ---- | ------- |
| Goud   | Carla Beurskens  | NED  | 2:29.47 |
| Zilver | Iris Biba        | FRG  | 2:30.21 |
| Brons  | Jolanda Homminga | NED  | 2:37.38 |
| 4      | Hellal           | FRA  | 2:51.48 |
| 5      | Isokorpi         | FIN  | 2:59.02 |

1981 ·
1982 ·
1983 ·
1984 ·
1985 ·
1986 ·
1987 ·
1988 ·
1989 ·
1990 ·
1991 ·
1992 ·
1993 ·
1994 ·
1995 ·
1996 ·
1997 ·
1998 ·
1999 ·
2000 ·
2001 ·
2002 ·
2003 ·
2004 ·
2005 ·
2006 ·
2007 ·
2008 ·
2009 ·
2010 ·
2011 ·
2012 ·
2013 ·
2014 ·
2015 ·
2016 ·
2017 ·
2018 ·
2019 ·
2020 ·
2021 ·
2022 ·
2023 ·
2024